# Heinz Guderian
Heinz Wilhelm Guderian (født 17. juni 1888, død 14. maj 1954) var en tysk militærteoretiker og innovativ general under 2. verdenskrig. Tysklands pansrede enheder blev formeret efter og kæmpede som beskrevet i hans bog Achtung-Panzer!. Han var chef for panserkorps, panserarmeer, generalinspektør for pansertropperne og stabschef for hæren. Han blev forfremmet til generaloberst (rang højere end general og normalt lavere end generalfeltmarskal) i juli 1940 og regnes blandt de førende generaler fra 2. verdenskrig.

## Biografi

### Opvækst, 1. verdenskrig og mellemkrigsårene
Guderian blev født i den tyske vestpreussiske by Kulm nu Chełmno i Polen. Fra 1901 til 1907 var han elev i forskellige militære skoler, og i 1907 trådte han ind i hæren som kadet ved 10. Hannoveranske Jägerbataljon, som var under kommando af hans far. I 1911 kom Guderian til 3. Telegraphen-Battalion ved telegraftropperne. I oktober 1913 giftede han sig med Margarete Goerne, med hvem han fik to sønner.
Under 1. verdenskrig gjorde han tjeneste som signal- og generalstabsofficer. Efter krigen forblev Guderian i den efter Versailles-freden reorganiserede 100.000 mand store tyske hær, hvor han specialiserede sig i panserkrigsførelse. Med flydende engelsk og fransk blev han påvirket af den engelske teoretiker J.F.C. Fullers bevægelig kamp (manoeuvre warfare) og – i mindre grad – af B.H. Liddell Hart og den ukendte Charles de Gaulle. Deres arbejder blev oversat til tysk af Guderian. Achtung-Panzer! skrev han 1936-37 om kampvognes og flys rolle i den moderne krig. De selvstændige pansrede enheder, han her beskrev, kom til at udgøre kernen i den tyske hærs styrker under 2. verdenskrig og udkæmpede, hvad der senere blev kendt som Blitzkriegdoktrinen.

### 2. verdenskrig
Under 2. verdenskrig gjorde han først tjeneste som chef for XIX Armekorps under invasionen af Polen og Frankrig. Guderian førte personligt angrebet, som gennemskar skovene i Ardennerne, krydsede floden Meuse og brød gennem de franske linjer ved Sedan. Guderians pansrede enheder anførte kapløbet mod havet, som omringede hovedparten af de allierede styrker.
I Operation Barbarossa, den tyske invasion af Sovjetunionen, førte han Panzergruppe Guderian og modtog i juli 1941 ridderkorset med egeløv. Fra 5. oktober var han chef for 2. panserarmé. Under Barbarossa-kampagnen førte han sine panserstyrker i hurtige fremstød i overensstemmelse med blietzkriegdoktrinen og fik tilnavnet Schneller Heinz (hurtige Heinz) af sine tropper. Hans pansrede spydspids erobrede Smolensk på påfaldende kort tid og var klar til det afgørende angreb mod Moskva, da han blev beordret til at dreje mod syd mod Kijev. Han blev frataget kommandoen den 25. december 1941 efter at have beordret en tilbagetrækning i strid med Hitlers ordre om at fastholde erobret land og herefter overført til overkommandoens reserver.
Efter det tyske nederlag ved slaget om Stalingrad blev Guderian kaldt tilbage til aktiv tjeneste som generalinspektør for pansertropperne. Hans opgave var træning, produktion og indsættelse af Tysklands pansertropper. Den 21. juli 1944 blev han stabschef for hæren. Hitler fratog ham kommandoen den 28. marts 1945 efter en diskussion om et mislykket modangreb. Det satte punktum for en lang række uoverensstemmelser mellem dem.

### Retsopgøret i Nürnberg
Trods sovjetiske og polske protester blev Guderian ikke tiltalt for krigsforbrydelser under Nürnberg-sagen, idet hans handlinger og opførsel blev anset for at være i overensstemmelse med en professionel soldats. Polen anførte derimod, at Guderian under slaget ved Wisna havde truet den polske chef med at skyde krigsfanger, såfremt han ikke beordrede polske enheder til at overgive sig. De vestlige sejrherrer betegnede sådanne trusler som bluff, da der ikke blev henrettet krigsfanger. Guderian havde også modtaget en ejendom i i Warthegau-området i det tyskbesatte Polen, hvorfra de polske ejere blev bortvist. Endelig havde han modtaget statspenge fra Hitler efter sin tilbagetræden i 1942.
6. marts 1945 talte han til indbudte tyske og udenlandske journalister om Den røde armés overgreb i øst. Han præsenterede to tyske officerer, der havde kæmpet sig tilbage fra det belejrede Poznan og lod dem fortælle, hvad de havde set på vejen. Derefter læste han højt fra en dagsbefaling fra feltmarskal Georgij Zjukov beregnet på at genoprette svigtende sovjetisk disciplin og afsluttede med at kommentere verdenspressens dækning af fundene i koncentrationslejrene Auschwitz og Majdanek: "Jeg har selv kæmpet i Sovjetunionen, men aldrig bemærket nogen djævleovne, gaskamre eller lignende frembringelser af en syg fantasi", erklærede han og kaldte presseomtalen af lejrene "åbenbare løgne". Hans-Georg von Studnitz fra det tyske udenrigsministerium noterede betænkeligt i sin dagbog: "Indtrykket(..)var ikke godt. Verden kender nu til fotografier, film og øjenvidneskildringer om Majdanek, Auschwitz og lignende institutioner i de tidligere besatte områder. Det tyske folk ved rigtignok ikke noget. Alligevel bør man antage, at Guderian er underrettet. Desto mærkeligere fremstår det, at han tager spørgsmålet op på denne måde(...) i et militært så vigtigt øjeblik." 
Guderians ene søn, Heinz Günther Guderian, blev senere fremtrædende general i den vesttyske hær og i NATO.

## Forfatterskab
- Achtung – Panzer!, Heinz Guderian, 1937, ISBN 0-304-35285-3 (engelsk kommenteret udgave, 2000).
- Panzer Leader, Heinz Guderian, 1952, ISBN 0-306-81101-4 (engelsk udgave, 2001).

Guderian har skrevet artikler i samtidens militære tidsskrifter.